# Diamond League 2012
De IAAF Diamond League 2012 was de derde editie van de Diamond League, een jaarlijkse serie van veertien eendaagse atletiekwedstrijden. De serie begon op 11 mei in Doha en eindigde op 7 september in Brussel.

## Wedstrijdschema
| M | Mannen | V | Vrouwen |  | Finales |

| Nr. | Datum              | Plaats     | Meeting             | 100 | 200 | 400 | 800 | 1500 | 5000 | Stee | 110h | 400h | Hoog | Pols | Ver | Hink | Kogel | Disc | Speer |
| --- | ------------------ | ---------- | ------------------- | --- | --- | --- | --- | ---- | ---- | ---- | ---- | ---- | ---- | ---- | --- | ---- | ----- | ---- | ----- |
| 1   | 11 mei 2012        | Doha       | Qatar Athletic      | V   | M   | M   | V   | M    | V    | M    | V    | V    | M    | V    | M   | V    | V     | M    | V     |
| 2   | 19 mei 2012        | Shanghai   | Golden Grand Prix   | M   | V   | V   | M   | V    | M    | V    | M    | M    | V    | M    | V   | M    | M     | V    | M     |
| 3   | 31 mei 2012        | Rome       | Golden Gala         | MV  |     |     | V   | V    | V    | M    | V    | MV   | M    | M    | M   | V    | V     | M    | V     |
| 4   | 2 juni 2012        | Eugene     | Prefontaine Classic |     | MV  | MV  | M   | M    | M    | V    | M    |      | V    | V    | V   | M    | M     | V    | M     |
| 5   | 7 juni 2012        | Oslo       | Bislett Games       | M   | V   | V   |     | MV   | M    | V    | V    | M    | V    | M    | V   | M    | M     | V    | M     |
| 6   | 9 juni 2012        | New York   | Adidas Grand Prix   | V   | M   | M   | MV  |      | V    |      | M    | V    | M    | V    | M   | V    | V     | M    | V     |
| 7   | 6 juli 2012        | Parijs     | Meeting Areva       | M   | V   | V   | M   | V    | M    | MV   | V    | M    | V    | M    | V   | M    | M     | V    | M     |
| 8   | 13 en 14 juli 2012 | Londen     | London Grand Prix   | M   | V   | V   | M   | V    | M    | V    | V    | M    | V    | M    | M   | M    | M     | M    | V     |
| 9   | 20 juli 2012       | Monaco     | Meeting Herculis    | V   | M   | M   | V   | M    | V    | M    | M    | V    | M    | V    | M   | V    |       | V    | M     |
| 10  | 17 augustus 2012   | Stockholm  | DN Galan            | M   | V   | V   | M   | V    | M    | V    | V    | M    | V    | V    | V   | M    | M     | V    | M     |
| 11  | 23 augustus 2012   | Lausanne   | Athletissima        | V   | M   | M   | V   | M    | V    | M    | M    | V    | M    | M    | V   | V    | V     | M    | V     |
| 12  | 26 augustus 2012   | Birmingham | Aviva Grand Prix    | V   | M   | M   | V   | M    | V    | M    | M    | V    | M    | V    | M   | V    | V     | M    | V     |
| 13  | 30 augustus 2012   | Zurich     | Weltklasse          | V   | M   | V   | M   | V    | M    | V    | V    | M    | M    | M    | V   | M    | MV    | V    | M     |
| 14  | 7 september 2012   | Brussel    | Memorial Van Damme  | M   | V   | M   | V   | M    | V    | M    | M    | V    | V    | V    | M   | V    | V     | M    | V     |

## Diamond Races
| Diamond Race loopnummers |       |       |       |       |        |        |              |              |                |
| Mannen                   | 100 m | 200 m | 400 m | 800 m | 1500 m | 5000 m | 110 m horden | 400 m horden | 3000 m steeple |
| Vrouwen                  | 100 m | 200 m | 400 m | 800 m | 1500 m | 5000 m | 100 m horden | 400 m horden | 3000 m steeple |

| Diamond Race technische nummers |                      |              |             |                    |             |              |             |
| Mannen                          | Polsstokhoogspringen | Hoogspringen | Verspringen | Hink-stap-springen | Kogelstoten | Discuswerpen | Speerwerpen |
| Vrouwen                         | Polsstokhoogspringen | Hoogspringen | Verspringen | Hink-stap-springen | Kogelstoten | Discuswerpen | Speerwerpen |

### Mannen

#### Loopnummers
| Nr.         | Wedstrijd   | 100 m              | 200 m                  | 400 m                 | 800 m                 | 1500 m                 | 5000 m                   | 110 m h                | 400 m h               | 3000 m st                |
| 1           | Doha        | –                  | Walter Dix 20,02       | LaShawn Merritt 44,19 | –                     | Silas Kiplagat 3.29,63 | –                        | –                      | –                     | P.K. Koech 7.56,58       |
| 2           | Shanghai    | Asafa Powell 10,02 | –                      | –                     | L. Kosencha 1.46,05   | –                      | Hagos Gebrhiwet 13.11,00 | Liu Xiang 12,97        | Angelo Taylor 48,98   | –                        |
| 3           | Rome        | Usain Bolt 9,76    | –                      | –                     | –                     | –                      | –                        | –                      | Javier Culson 48,17   | P.K. Koech 7.54,33       |
| 4           | Eugene      | –                  | Wallace Spearmon 20,27 | LaShawn Merritt 44,91 | A. Kaki 1.43,71       | Asbel Kiprop 3.49,40   | Mo Farah 12.56,98        | Liu Xiang 12,87        | –                     | –                        |
| 5           | Oslo        | Usain Bolt 9,79    | –                      | –                     | –                     | Asbel Kiprop 3.49,22   | D. Gebremeskel 12.58,92  | –                      | Javier Culson 47,92   | –                        |
| 6           | New York    | –                  | Churandy Martina 19,94 | Luguelín Santos 45,24 | David Rudisha 1.41,74 | –                      | –                        | Jason Richardson 13,18 | –                     | –                        |
| 7           | Parijs      | Tyson Gay 9,99     | –                      | –                     | David Rudisha 1.41,54 | –                      | D. Gebremeskel 12.46,81  | –                      | Javier Culson 47,78   | P.K. Koech 8.00,57       |
| 8           | Londen      | Tyson Gay 10,03    | –                      | –                     | Adam Kszczot 1.44,03  | –                      | Mo Farah 13.06,04        | –                      | Javier Culson 47,78   | –                        |
| 9           | Monaco      | –                  | Nickel Ashmeade 20,02  | Jonathan Borlée 44,74 | –                     | Asbel Kiprop 3.28,88   | –                        | Aries Merritt 12,93    | –                     | Conselus Kipruto 8.03,49 |
| 10          | Stockholm   | Ryan Bailey 9,93   | –                      | –                     | M. Aman 1.43,56       | –                      | Isiah Koech 7.30,43      | –                      | Michael Tinsley 48,50 | –                        |
| 11          | Lausanne    | –                  | Usain Bolt 19,58       | Kirani James 44,37    | –                     | Silas Kiplagat 3.31,78 | –                        | Jason Richardson 13,08 | –                     | P.K. Koech 8.05,80       |
| 12          | Birmingham  | –                  | Nickel Ashmeade 20,12  | Angelo Taylor 44,93   | –                     | M. Gebremedhin 3.34,80 | –                        | Aries Merritt 12,95    | –                     | Jairus Birech 8.20,27    |
| 13          | Zürich      | –                  | Usain Bolt 19,66       | –                     | M. Aman 1.42,53       | –                      | Isiah Koech 12.58,98     | –                      | Angelo Taylor 48,29   | –                        |
| 14          | Brussel     | Usain Bolt 9,86    | –                      | Kevin Borlée 44,75    | –                     | Silas Kiplagat 3.31,98 | –                        | Aries Merritt 12,80 WR | –                     | Brimin Kipruto 8.03,11   |
|             |             |                    |                        |                       |                       |                        |                          |                        |                       |                          |
| Eindwinnaar | Eindwinnaar | Usain Bolt         | Nickel Ashmeade        | Kevin Borlée          | M. Aman               | Silas Kiplagat         | Isiah Koech              | Aries Merritt          | Javier Culson         | P.K. Koech               |

#### Technische nummers
| Nr.         | Wedstrijd   | Verspringen             | Hink-stap-springen       | Hoogspringen                   | Polsstokhoogspringen     | Kogelstoten             | Discus                  | Speer                        |
| 1           | Doha        | Aleksandr Menkov 8,22 m | –                        | Dimítrios Chondrokoúkis 2,32 m | –                        | –                       | Piotr Małachowski 67,53 | –                            |
| 2           | Shanghai    | –                       | Phillips Idowu 17,24 m   | –                              | Yang Yansheng 5,65 m     | Reese Hoffa 20,98 m     | –                       | Vítězslav Veselý 85,40 m     |
| 3           | Rome        | Greg Rutherford 8,32 m  | –                        | Robert Grabarz 2,33 m          | Renaud Lavillenie 5,82 m | –                       | Ehsan Hadadi 66,73 m    | –                            |
| 4           | Eugene      | –                       | Christian Taylor 17,62 m | –                              | –                        | Reese Hoffa 21,81 m     | –                       | Vadims Vasiļevskis 84,65 m   |
| 5           | Oslo        | –                       | Ljoekman Adams 17,09 m   | –                              | Renaud Lavillenie 5,82 m | Tomasz Majewski 21,36   | –                       | Vítězslav Veselý 88,11 m     |
| 6           | New York    | Mitchell Watt 8,16 m    | –                        | Jesse Williams 2,36 m          | –                        | –                       | Zoltán Kővágó 66,36 m   | –                            |
| 7           | Paris       | –                       | Leevan Sands 17,23 m     | –                              | Renaud Lavillenie 5,77 m | Dylan Armstrong 20,54 m | –                       | Oleksandr Pjatnytsja 85,67 m |
| 8           | Londen      | Mitchell Watt 8,28 m    | Christian Taylor 17,41 m | –                              | Björn Otto 5,74 m        | Reese Hoffa 21,34 m     | Gerd Kanter 64,85 m     | –                            |
| 9           | Monaco      | Irving Saladino 8,16 m  | –                        | Jesse Williams 2,33 m          | –                        | –                       | –                       | Oleksandr Pjatnytsja 82,85 m |
| 10          | Stockholm   | –                       | Christian Taylor 17,11 m | –                              | –                        | Reese Hoffa 21,24 m     | –                       | Tero Pitkämäki 86,98 m       |
| 11          | Lausanne    | –                       | –                        | Mutaz Essa Barshim 2,39 m      | Renaud Lavillenie 5,80 m | –                       | Gerd Kanter 65,79 m     | –                            |
| 12          | Birmingham  | Aleksandr Menkov 8,18 m | –                        | Robert Grabarz 2,32 m          | –                        | –                       | Robert Harting 66,64 m  | –                            |
| 13          | Zürich      | –                       | Fabrizio Donato 17,29 m  | Ivan Oechov 2,31 m             | Renaud Lavillenie 5,70   | Reese Hoffa 21,64 m     | –                       | Tero Pitkämäki 85,27 m       |
| 14          | Brussel     | Aleksandr Menkov 8,29 m | –                        | –                              | –                        | –                       | Gerd Kanter 66,84 m     | –                            |
|             |             |                         |                          |                                |                          |                         |                         |                              |
| Eindwinnaar | Eindwinnaar | Aleksandr Menkov        | Christian Taylor         | Robert Grabarz                 | Renaud Lavillenie        | Reese Hoffa             | Gerd Kanter             | Vítězslav Veselý             |

### Vrouwen

#### Loopnummers
| Nr.          | Wedstrijd    | 100 m                   | 200 m                   | 400 m                   | 800 m                  | 1500 m                  | 5000 m                | 110 m h                | 400 m h               | 3000 m st               |
| 1            | Doha         | Allyson Felix 10,92     | –                       | –                       | Pamela Jelimo 1.56,94  | –                       | V. Cheruiyot 8.46,44  | B. Foster-Hylton 12,60 | Melaine Walker 54,62  | –                       |
| 2            | Shanghai     | –                       | V. Campbell-Brown 22,50 | N. Williams-Mills 50,01 | –                      | Genzebe Dibaba 3.57,77  | –                     | –                      | –                     | Milcah Chemos 9.15,81   |
| 3            | Rome         | Murielle Ahouré 11,00   | –                       | –                       | Fantu Magiso 1.57,56   | Abeba Aregawi 3.56,54   | V. Cheruiyot 14.35,62 | Dawn Harper 12,66      | Kaliese Spencer 54,39 | –                       |
| 4            | Eugene       | –                       | Allyson Felix 22,23     | S. Richards-Ross 49,39  | –                      | –                       | –                     | –                      | –                     | Milcah Chemos 9.13,69   |
| 5            | Oslo         | –                       | Murielle Ahouré 22,42   | Amantle Montsho 49,68   | –                      | Abeba Aregawi 4.02,42   | –                     | Sally Pearson 12,49    | –                     | Milcah Chemos 9.07,14   |
| 6            | New York     | Shelly-Ann Fraser 10,92 | –                       | –                       | Fantu Magiso 1.57,49   | –                       | T. Dibaba 14.50,80    | –                      | Ti'erra Brown 54,85   | –                       |
| 7            | Parijs       | –                       | Murielle Ahouré 22,55   | Amantle Montsho 49,77   | –                      | Mariem Selsouli 3.56,15 | –                     | Sally Pearson 12,40    | –                     | Habiba Ghribi 9.28,81   |
| 8            | Londen       | –                       | Charonda Williams 22,75 | C. Ohuruogu 50,42       | –                      | Maryam Jamal 4.06,78    | –                     | Kellie Wells 12,57     | –                     | Ancuța Bobocel 9.27,24  |
| 9            | Monaco       | B. Okagbare 10,96       | –                       | –                       | J. Kofanova 1.58,41    | –                       | Mercy Cherono 8.38,51 | –                      | Zuzana Hejnová 54,12  | –                       |
| 10           | Stockholm    | –                       | Charonda Williams 22,82 | S. Richards-Ross 49,89  | –                      | Maryam Jamal 4.01,19    | –                     | Dawn Harper 12,65      | –                     | Joelia Zaripova 9.05,02 |
| 11           | Lausanne     | Carmelita Jeter 10,86   | –                       | –                       | Pamela Jelimo 1.57,59  | –                       | Mercy Cherono 8.40,59 | –                      | Kaliese Spencer 53,49 | –                       |
| 12           | Birmingham   | Carmelita Jeter 10,81   | –                       | –                       | Maria Savinova 2.00,40 | –                       | Mercy Cherono 8.41,21 | –                      | Kaliese Spencer 53,78 | –                       |
| 13           | Zürich       | Shelly-Ann Fraser 10,83 | –                       | S. Richards-Ross 50,21  | –                      | Abeba Aregawi 4.05,29   | –                     | Dawn Harper 12,59      | –                     | Etenesh Neda 9.24,97    |
| 14           | Brussel      | –                       | Myriam Soumaré 22,63    | –                       | F. Niyonsaba 1.56,59   | –                       | V. Cheruiyot 14.46,01 | –                      | Kaliese Spencer 53,69 | –                       |
|              |              |                         |                         |                         |                        |                         |                       |                        |                       |                         |
| Eindwinnares | Eindwinnares | Shelly-Ann Fraser       | Charonda Williams       | Amantle Montsho         | Pamela Jelimo          | Abeba Aregawi           | V. Cheruiyot          | Dawn Harper            | Kaliese Spencer       | Milcah Chemos           |

#### Technische nummers
| Nr.          | Wedstrijd    | Verspringen              | Hink-stap-springen        | Hoogspringen             | Polsstokhoogspringen        | Kogelstoten                 | Discus                  | Speer                     |
| 1            | Doha         | –                        | Olga Rypakova 14,33 m     | –                        | Anastasia Savtsjenko 4,57 m | Nadzeja Astaptsjoek 20,53 m | –                       | Maria Abakoemova 66,86 m  |
| 2            | Shanghai     | Janay DeLoach 6,73 m     | –                         | Chaunté Lowe 1,92 m      | –                           | –                           | Sandra Perković 68,24 m | –                         |
| 3            | Rome         | –                        | Olga Saladoecha 14,75 m   | –                        | –                           | Valerie Adams 21,03 m       | –                       | Barbora Špotáková 68,65 m |
| 4            | Eugene       | Shara Proctor 6,84 m     | –                         | Anna Tsjitsjerova 2,02 m | Fabiana Murer 4,63 m        | –                           | Sandra Perković 66,92 m | –                         |
| 5            | Oslo         | Olga Koetsjerenko 6,96 m | –                         | Chaunté Lowe 1,97 m      | –                           | –                           | Sandra Perković 64,89 m | –                         |
| 6            | New York     | –                        | Olga Rypakova 14,71 m     | –                        | Fabiana Murer 4,77 m        | Valerie Adams 20,60 m       | –                       | Sunette Viljoen 69,35 m   |
| 7            | Paris        | Jelena Sokolova 6,70 m   | –                         | Chaunté Lowe 1,97 m      | –                           | –                           | Dani Samuels 61,81 m    | –                         |
| 8            | Londen       | –                        | –                         | Chaunté Lowe 2,00 m      | –                           | –                           | –                       | Goldie Sayers 66,17 m     |
| 9            | Monaco       | –                        | Caterine Ibargüen 14,85 m | –                        | Silke Spiegelburg 4,82 m    | –                           | Sandra Perković 65,29 m | –                         |
| 10           | Stockholm    | Jelena Sokolova 6,82 m   | –                         | Anna Tsjitsjerova 2,00 m | Yarisley Silva 4,70 m       | Valerie Adams 20,26 m       | Sandra Perković 68,77 m | –                         |
| 11           | Lausanne     | Jelena Sokolova 6,89 m   | Olga Rypakova 14,68       | –                        | –                           | Valerie Adams 20,95 m       | –                       | Barbora Špotáková 67,19 m |
| 12           | Birmingham   | –                        | Olga Saladoecha 14,40 m   | –                        | Jennifer Suhr 4,65 m        | Valerie Adams 20,52 m       | –                       | Barbora Špotáková 66,08 m |
| 13           | Zürich       | Jelena Sokolova 6,92 m   | –                         | –                        | –                           | Valerie Adams 20,81 m       | Sandra Perković 63,97 m | –                         |
| 14           | Brussel      | –                        | Olga Rypakova 14,72 m     | Svetlana Sjkolina 2,00 m | Silke Spiegelburg 4,75 m    | –                           | –                       | Barbora Špotáková 66,91 m |
|              |              |                          |                           |                          |                             |                             |                         |                           |
| Eindwinnares | Eindwinnares | Jelena Sokolova          | Olga Rypakova             | Chaunté Lowe             | Silke Spiegelburg           | Valerie Adams               | Sandra Perković         | Barbora Špotáková         |